# يوكو كيكوتشي
يوكو كيكوتشي (باليابانية: 菊地洋子؛ بالكانا: きくち ようこ) هي رسامة رسوم متحركة ومخرجة يابانية، ولدت في 28 أكتوبر 1967.

## وصلات خارجية
- يوكو كيكوتشي على موقع IMDb (الإنجليزية)
- يوكو كيكوتشي على موقع ميوزك برينز (الإنجليزية)
- يوكو كيكوتشي على موقع قاعدة بيانات الفيلم (الإنجليزية)
- يوكو كيكوتشي على موقع ANN person (الإنجليزية)